# Cena Muriel
Cena Muriel je ocenění, udělované od roku 2007 nejlepším komiksovým pracím uplynulého roku. Od roku 2018 ocenění uděluje Česká akademie komiksu. Cena je nazvána podle postavy Muriel z komiksu Káji Saudka. 
Ceny jsou udělovány vždy v prvním čtvrtletí roku za rok předcházející. Ceny v jednotlivých kategoriích (s výjimkou kategorie Cena České akademie komiksu) uděluje pětičlenná porota, jmenovaná výborem České akademie komiksu. V prvním kole jsou vždy navrženi tři kandidáti, ve druhém kole je pak vybrán vítěz.

## Kategorie
Komiksové ceny Muriel jsou vyhlašovány v těchto kategoriích:
1. Nejlepší komiksová kniha
2. Nejlepší kresba
3. Nejlepší scénář
4. Nejlepší krátký komiks
5. Nejlepší komiks pro děti
6. Nejlepší překladový komiks
7. Nejlepší překlad
8. Cena Magnesia za nejlepší studentský komiks
9. Přínos českému komiksu
10. Síň slávy
11. Cena České akademie komiksu